# Coupe de France masculine de handball 1989-1990
Navigation
Coupe de France 1988-1989 Coupe de France 1990-1991
La coupe de France masculine de handball 1989-1990 est la 8e édition de la compétition.
Les Girondins de Bordeaux HBC remportent leur premier titre en disposant en finale de l'USM Gagny 93.
Pour le club bordelais, promu et seulement 7e en championnat, ce succès est une réussite pour la Ville de Bordeaux qui, seulement quelques années plus tôt, avait souhaité doter la ville d'un club de handball de haut niveau. Cela sera toutefois une victoire sans lendemain puisqu'hormis une troisième en championnat en 1991, le club ne parvient à faire mieux qu'une cinquième place en 1998 et est finalement relégué à l'issue de la saison 2001-2002.
Pour l'USM Gagny 93, cette finale est le dernier fait d'arme du meilleur club des années 1980 qui sera contraint de disparaître en 1996.

## Modalités
La compétition est ouverte à seize clubs :
- les douze clubs de la Division nationale 1A, classés à l'issue des matchs aller ;
- les quatre clubs classés aux deux premières places de chacune des deux poules de la Division Nationale 1B à l'issue des matchs aller.

Les clubs sont répartis en quatre poules de quatre équipes :
- Poule A : 1, 8, 09, 16 (2e poule 2 de N1B)
- Poule B : 2, 7, 10, 15 (1er poule 2 de N1B)
- Poule C : 3, 6, 11, 14 (2e poule 1 de N1B)
- Poule D : 4, 5, 12, 13 (1er poule 1 de N1B)

Dans chacune des quatre poules, les clubs se rencontrent en matchs aller et retour. Les clubs classés à la première place de chacune des quatre poules disputent alors les demi-finales, en matchs aller et retour. La composition et l'ordre des rencontres sont tirés au sort. Les clubs vainqueurs sont qualifiés pour la finale, disputée en un match simple.

## Résultats

### Phase de poule
Cette phase s'est déroulée entre le 11 janvier et le 4 mars, en même temps que les stages de préparation de l'équipe de France puis le Championnat du monde 1990.
Du fait des classements de Nationale 1A, de la poule 1 de Nationale 1B et de la poule 2 de Nationale 1B, les poules devaient être réparties de la manière suivante :
| Poule A - [1] USAM Nîmes 30 - [8] Stade Messin Étudiants Club - [9] RC Strasbourg - [16] Handball Saint-Brice 95 Poule B - [2] Vénissieux handball - [7] Girondins de Bordeaux HBC - [10] US Dunkerque - [15] Paris-Asnières | Poule C - [3] USM Gagny 93 - [6] US Ivry - [11] Villeurbanne Handball Club - [14] SLUC Nancy COS Villers Poule D - [4] US Créteil - [5] Vitrolles SMUC Handball - [12] Lille Université Club - [13] SC Sélestat |

Les résultats et classements ne sont pas connus.

### Demi-finales
Les demi-finales se sont déroulées les 8 (aller) et 16 mai (retour). Les résultats ne sont pas connus.

### Finale
| 1er juin 1990 | Girondins de Bordeaux HBC | 23 – 21   | USM Gagny 93      | Halle Georges-Carpentier, Paris Affluence : 1 500 Arbitrage : MM. Baro et Boyer |
| 1er juin 1990 | Željko Anić 8             | (11 – 13) | Nikola Grahovac 8 | Halle Georges-Carpentier, Paris Affluence : 1 500 Arbitrage : MM. Baro et Boyer |
| 1er juin 1990 | Rapport                   |           |                   | Halle Georges-Carpentier, Paris Affluence : 1 500 Arbitrage : MM. Baro et Boyer |

Les statistiques de la finale sont :
| Girondins de Bordeaux HBC (23/38) - Gardiens de but - Patrick Bos 1/10 (10 %) - Régis Fauconnier 0/12 (0 %) - Joueurs - Stoïcheff 2/2 - Stéphane Derot - - Jean-Michel Serinet 6/9 (dont 0/1 pen.) - Bernard Gaffet 0/1 - Franck Perchicot 4/4 (dont 2/2 pen.) - Vincent 0/1 - Željko Anić 8/13 (dont 2/3 pen.) - Isnard – - Bruno Rios 3/7 - Seguin - - Entraîneur - Boro Golić | USM Gagny 93 (21/31) - Gardiens de but - Alain Chiffray 8/30 (26 %) - Lassaut 0/1 (0%) - Joueurs - Caillard - - Jean-Louis Auxenfans 3/3 - Barthélémy - - Éric Cailleaux 0/3 - Nikola Grahovac 8/11 (dont 1/1 pen.) - Nicolas Cochery 5/9 - Philippe Gardent 2/2 - Thierry Perreux 3/3 - N’Doumbe - - Bruno Basneville - - Entraîneur - Jean-Michel Germain |